# Friedrich Karl Blum
Friedrich Karl Blum (* 21. Juli 1748 in Selters in der Provinz Oberhessen; † 14. August 1826 in Hanau) war ein deutscher Beamter.

## Leben

### Familie
Friedrich Karl Blum war der Sohn eines Predigers, der bereits 1750 verstarb; er hatte noch eine Schwester. Aufgrund der finanziellen Umstände wurde seine Mutter, nach dem frühen Tod ihres Ehemannes, Beschließerin auf dem isenburgischen Schloss Meerholz.
1784 heiratete er die Tochter († Ende Mai 1824) eines entfernten Verwandten, mit der er vierzig Jahre verheiratet blieb. Gemeinsam hatten sie vierzehn Kinder, von denen unter anderem seine Tochter Philippine Thekla Blum († 28. November 1822) mit dem Theologen Philipp Konrad Marheineke verheiratet war. Seine älteste Tochter († 1824) war mit dem Mineralogen Karl Cäsar von Leonhard verheiratet. Einer seiner Söhne war der spätere Historiker Karl Ludwig Blum.

### Werdegang
Friedrich Karl Blum besuchte später die Schule in Nidda, und immatrikulierte sich nach deren Beendigung zu einem Studium der Rechtswissenschaft an der Universität Gießen. Aufgrund mangelnder finanzieller Mittel verließ er die Universität bereits nach sechs Monaten und wurde Schreiber bei einem Landjustizbeamten.
Einige Jahre nach seiner Verwendung als Schreiber wurde ihm die Stelle eines Schreibers bei dem Rentbeamten in Trorbach an der Mosel angeboten. Auf dem Weg dorthin besuchte er einen Freund, der Assessor am evangelisch-lutherischen Konsistorium in Hanau war, der ihm empfahl, die gerade freigewordene Stelle eines Expedienten beim Konsistorium anzunehmen. Seine Bewerbung auf diese Stelle wurde am 14. Januar 1771 angenommen und ihm wurde die Stelle durch den Erbprinzen Wilhelm, den späteren Kurfürsten Wilhelm I., übertragen.
1780 erfolgte seine Ernennung zum Wirklichen Konsistorialregistrator; dies war verbunden mit einer Gehaltsverbesserung. Ohne dass er sich darum bemühen musste, wurde er 1782 Sekretär bei der Steuer- und Landkassendirektion, die die direkten Steuern verwaltete, und im November 1783 bei der Lotteriedirektion. Im Dezember 1786 wurde er Assessor bei der Steuer- und Landkassendirektion, Anfang 1787 beim Konsistorium und 1788 zusätzlich bei der Lotteriedirektion, bevor er im Dezember 1799 zum Konsistorialrat ernannt wurde.
Während der Regierungszeit von Karl Theodor von Dalberg, der 1810 als Großherzog von Frankfurt die Fürstentümer Fulda und Hanau übereignet bekommen hatte, wurde Friedrich Karl Blum 1811 zum Geheimen Finanzrat, Direktor der Schuldentilgungskommission und Inspektor der direkten Steuern ernannt.
Nach der Wiederherstellung der Landgrafschaft Hessen-Kassel und der damit verbundenen Rückkehr des Kurfürsten Wilhelm I. im Jahre 1813 wurde Friedrich Karl Blum wieder in seine Dienststellung vor 1810 als Konsistorialrat eingestellt, jedoch bereits im Juli 1814 zum kurfürstlichen Steuerrat und im Juni 1819 zum Geheimen Steuerrat ernannt.